# Марони, Гонсало
Гонсало Марони (исп. Gonzalo Maroni; 18 марта 1999 года, Кордова, Кордова, Аргентина) — аргентинский футболист, полузащитник клуба «Бока Хуниорс», выступающий на правах аренды за клуб «Сан-Лоренсо де Альмагро».

## Клубная карьера
Марони — уроженец Кордовы, заниматься футболом начал в местном клубе «Институто». 11 августа 2015 года впервые сыграл за него в Примере В Насьональ против «Атлетико Тукумана».
В конце 2015 года Марони перешёл в «Бока Хуниорс», где стал тренироваться в академии клуба и выступать на молодёжном уровне.
16 мая 2016 года Марони дебютировал в аргентинском первенстве в матче против «Эстудиантеса», выйдя на замену на 84-й минуте вместо Алексиса Мессидоро.